# Diego Piñera

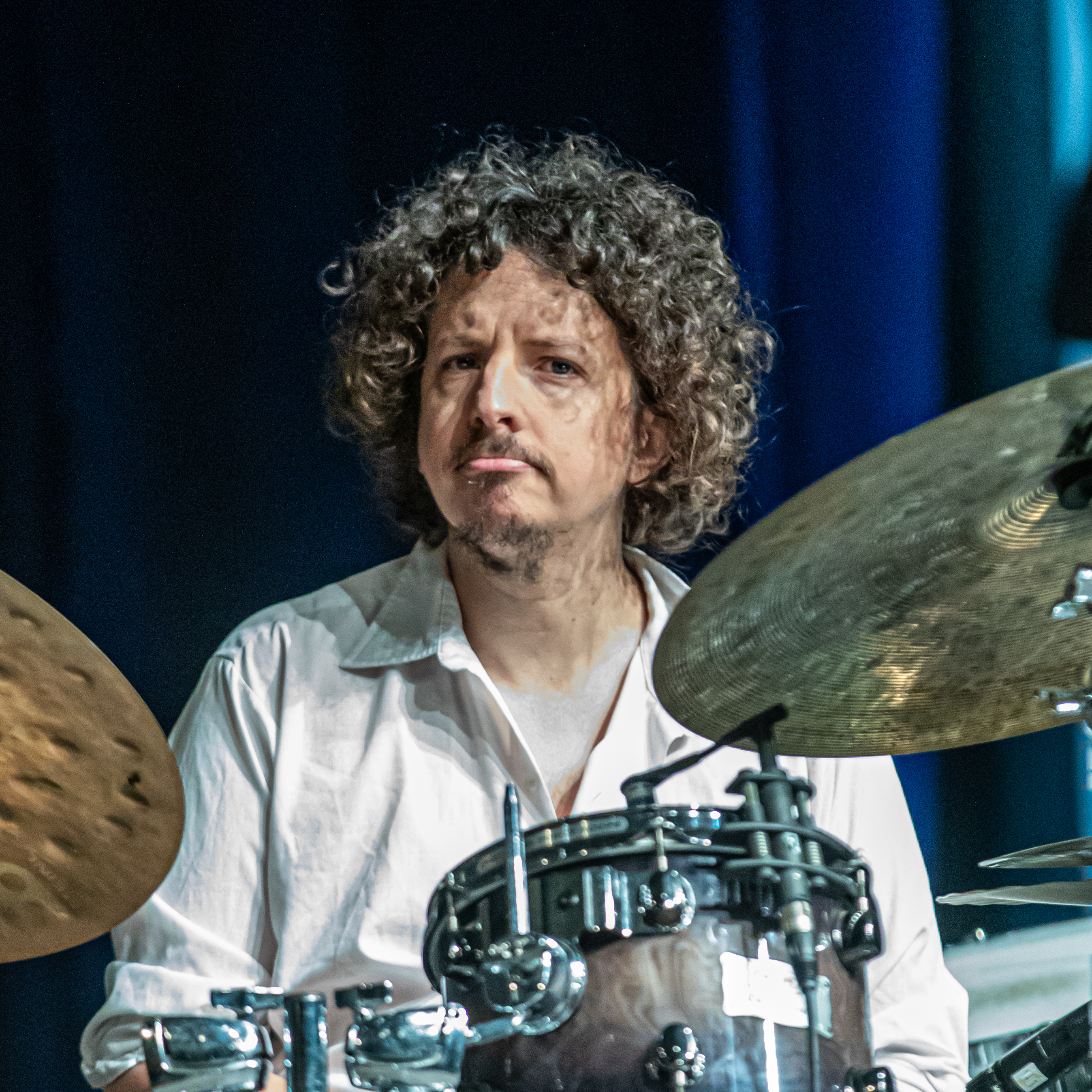
Diego Piñera auf der Kulturbörse Freiburg 2019

Diego Piñera (* 1981 in Montevideo) ist ein deutsch-uruguayischer Jazzmusiker (Schlagzeug, Komposition).

## Leben und Wirken
Piñera, der aus einer Musikerfamilie stammt, ist in seiner Geburtsstadt aufgewachsen, wo er bereits ab dem Alter von fünf Jahren kontinuierlich von Osvaldo Fattoruso am Schlagzeug unterrichtet wurde. Mit 18 Jahren ging er nach Kuba, wo er an der Musik- und Kunsthochschule von Havanna studierte. Dann setzte er seine Schlagzeugstudien am Berklee College of Music fort und wechselte 2003 an die Hochschule für Musik und Theater Leipzig. Zu seinen Lehrern gehören Danilo Pérez, Bob Moses, Changuito und Kenwood Dennard.
Mit seinem Trio nahm er 2005 in Montevideo sein Debütalbum Buscando auf. Seit 2011 ist er mit seinem Quartett unterwegs. Seitdem spielte er auch in der Band von Sebastian Schunke, dessen Ansatz, Kompositionen auf spezielle Interpreten hin zu schreiben, er weitgehend teilt. Zudem geht es ihm besonders um „krumme Takte“ und um „polyrhythmische Angelegenheiten, harmonisch komplexe Baustellen.“ Als Sideman spielte er mit Musikern wie Jerry Bergonzi, Danilo Pérez, Hans Glawischnig, Dan Tepfer, Alex Sipiagin, Miguel Zenón, Wilson de Oliveira, Nené Vásquez, Joe Gallardo, Nils Wogram, Leon Gurvitch und Paul Brody. Auch war er an Aufnahmen von José Reinoso (Tango Jam), André Mingas (E Luanda), Giovanni Perin, Daniel Stawinski Clave Azul (Looking Inward), Katja Riemann (Die Vögel) und Jonas Timm beteiligt.

## Preise und Auszeichnungen
Piñera erhielt bei der Berklee Generation 2002 den ersten Preis. Mit der Formation „Clave Azul“ unter der Leitung des Pianisten Daniel Stawinski gewann er den Latin-Preis des Berliner Jazz & Blues Award 2005. Im Jahr 2011 wurde er mit dem Leipziger Jazznachwuchspreis ausgezeichnet. Für sein Album My Picture wurde er 2017 mit einem Echo Jazz gewürdigt. Für sein Arrangement „Bartók“ erhielt er den Deutschen Jazzpreis 2023.

## Diskographische Hinweise
- Reflexiones feat. Tony Lakatos (mit Tino Derado, Marcel Krömker, Robby Geerken; 2011)
- Strange Ways (mit Peter Ehwald, Tino Derado und Phil Donkin; Double Moon Records, 2014)
- My Picture (mit Mark Turner, Ben Street; Octason Records, 2016)
- Despertando (mit Tino Derado, Omar Rodriguez Calvo sowie Daniel Manrique-Smith, Julian Wasserfuhr; ACT, 2017)
- Sebastian Schunke & Diego Piñera: Elusive Beauty (Termidor, 2018, mit Benjamin Weidekamp, Yodfat Miron, Boram Lie)
- Odd Wisdom (ACT, 2021), mit Donny McCaslin, Ben Monder, Scott Colley